# Melanocita

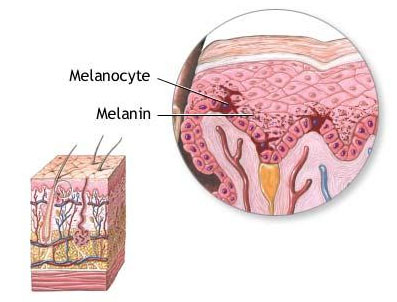
Melanocita e melanina

I melanociti sono cellule presenti nell'epidermide responsabili parzialmente del colore della cute. Risiedono a livello della giunzione dermo-epidermica, negli spazi intercellulari formati dai cheratinociti basali dello strato basale (o germinativo). 
I melanosomi sono dei granuli contenuti all'interno del citoplasma delle cellule dei melanociti. Caratteristica peculiare di questi granuli è che presentano al loro interno un pigmento comunemente denominato melanina. I granuli prendono origine nel corpo cellulare per poi spostarsi verso i prolungamenti dai quali vengono trasferiti ai cheratinociti. 

## Sviluppo
I melanociti si formano dai melanoblasti che derivano, per migrazione durante lo sviluppo embrionale, dalle creste neurali. La migrazione in diversi distretti (strato basale di epidermide e mucose, derma, follicoli piliferi, involucri del sistema nervoso centrale e nella tonaca vascolare dell'occhio) porta i melanoblasti a differenziare in melanociti.

## Istologia

### Microscopio ottico
I melanociti non vengono evidenziati con le normali colorazioni. Vengono in genere usate colorazioni argentiche che risaltano i prolungamenti facendoli apparire come cellule ramificate i cui rami si insinuano tra i cheratinociti basali e spinosi.
Hanno forma tondeggiante presentano dei prolungamenti che vanno a formare un reticolo a livello della giunzione dermoepidermica. Tramite i loro numerosi processi citoplasmatici trasferiscono melanina nei cheratinociti dell'epidermide.

### Istochimica
La DOPA-reazione è specifica per i melanociti ed evidenzia l'enzima tirosina chinasi caratteristico di questa famiglia cellulare. La reazione mediata dall'enzima permette di distinguere i melanociti dai cheratinociti che presentano la melanina trasferita dai primi.

### Caratteristiche dei melanociti
Nello strato basale melanociti e cheratinociti sono organizzati in unità epidermico-melaniche, cioè formazioni presentanti in media un melanocita centrale e 36 cheratinociti intorno ad esso. I melanociti differiscono dai cheratinociti basali sotto molteplici aspetti:
|                              | Melanocita | Cheratinocita basale |
| ---------------------------- | --- | --- |
| Potenziale rigenerativo      | Basso | Alto (il resto dell'epidermide si rinnova grazie a loro e in poco tempo)                                                              |
| Origine embrionale           | Creste neurali | Ectoderma |
| Programmazione dell'apoptosi | Assente | Molto evidente (il cheratinocita basale programma la morte cellulare delle cellule spinose tramite il processo di citomorfosi cornea) |
| Numero                       | - Costituiscono il secondo citotipo più frequente della cute: in media sono 1500 per mm2 - Sono presenti generalmente nello strato germinativo e costituiscono circa un quarto di tutte le cellule basali. - Sono più numerosi nel viso dove sono 2700 per mm2 circa e meno numerosi negli arti superiori in numero di 1000 per mm2 . - Sono presenti anche nel bulbo pilifero, appena sopra la matrice, da dove producono e liberano melanina che viene assorbita dai cheratinociti del pelo. | Costituiscono il citotipo più frequente della cute.                                                                                   |

## Melanogenesi
La melanogenesi è il processo biochimico, svolto dai melanociti, che porta alla formazione della melanina. La formazione di melanine è correlata con la pigmentazione cutanea ed è influenzata da diversi ormoni: il α-MSH (α-melanocyte-stimulating hormone) secreto dall'adenoipofisi, il β-MSH, il β-LPH (β-lipotropic hormone), l'ACTH, il BFGF (basic fibroblast growing factor), gli estrogeni e il testosterone.

### Melanina
La melanina è un polimero chinonico di alto peso molecolare capace di assorbire l'energia emessa dalle radiazioni luminose visibili e dai raggi ultravioletti. Le melanine sono di diversi tipi, possono essere di colore giallo-bruno o bruno-nero e si trovano nei cheratinociti dello strato basale, nei peli e nel derma. L'esposizione ai raggi solari fa aumentare la produzione e l'espressione di melanine con conseguente scurimento della carnagione. Insieme al carotene (presente nel derma) è responsabile appunto del colore della pelle. I principali gruppi in cui le melanine vengono classificate sono:
- eumelanina, azotata e insolubile, è un pigmento scuro;
- feomelanina di colori meno forti;
- tricocromo, simile alla feomelanina, è presente nei capelli rossi umani.

### Dettagli di reazione
La produzione di melanina parte dall'amminoacido tirosina, da ossigeno molecolare e viene effettuata grazie all'enzima tirosinasi (un cuproenzima, cioè che contiene rame).
I melanociti sintetizzano un enzima detto tirosinasi o DOPAossidasi contenuto all'interno dei premelanosomi (organuli a forma di pallone di rugby nei soggetti biondi o bruni mentre sferico nei soggetti con i capelli rossi).
L'enzima tirosinasi è in grado di convertire l'amminoacido tirosina o monoidrossifenilalanina in melanina, la tirosina se esposta ai raggi ultravioletti si ossida divenendo diidrossifenilalanina o DOPA che funge anch'essa da substrato della tirosinasi ossidandosi a DOPA-chinone. La tirosinasi trasforma la tirosina in melanina molto lentamente, mentre la formazione della melanina a partire da DOPA è molto più veloce.
Le eumelanine si formano per polimerizzazione ossidativa di 5,6-diidrossiindoli grazie anche ai due enzimi TRP-1 e TRP-2 (tyrosinase-related protein). Le feomelanine e i tricromi invece nascono per l'aggiunta di sostanze contenenti zolfo al DOPA-chinone.

### Compartimentazione
La melanina viene raccolta dai melanosomi che si trasformano un poco alla volta in un granulo pigmentato. Nel momento in cui la produzione cessa, i melanosomi vengono liberati attraversando i prolungamenti citoplasmatici e vengono trasferiti ai cheratinociti basali. 
Le cellule che accettano la melanina sono chiamate melanofori. Si pensa che la melanina sia trasferita anche alle cellule del connettivo come i macrofagi creando così uno schermo melaninico.